# تشارلي هيرلي
تشارلز جون هيرلي (04 أكتوبر 1936 - 25 أبريل 2024) لاعب كرة قدم أيرلندي لعب بشكل رئيسي في مركز النصف الأوسط. اشتهر هيرلي بمسيرته الطويلة في سندرلاند، حيث أطلق عليه مشجعوه لقب "لاعب القرن" بمناسبة الذكرى المئوية لتأسيس النادي في عام 1979. وكان هيرلي، الملقب بـ "الملك"، مدافعًا لكل من سندرلاند وجمهورية أيرلندا، أنهى مسيرته الكروية في بولتون واندررز وأصبح فيما بعد مديرًا لريدينغ.

## نشأته
ولد تشارلز في كورك، أيرلندا، وانتقلت عائلته إلى إسيكس، إنجلترا، عندما كان تشارلي يبلغ من العمر سبعة أشهر. وقد نجا لاحقًا من حادثة The Blitz، التي قُتل فيها أحد أفضل أصدقائه، وعمل عندما كان مراهقًا كصانع أدوات مبتدئ. كان عرضه الأول لعقد كرة القدم من وست هام لكنه رفضه لأنه يمكن أن يكسب المزيد لعائلته من خلال مواصلة تدريبه المهني. ومع ذلك، في سن السادسة عشرة وافق في نهاية المطاف على عرض العقد من ميلوول.

## مسيرته الكروية

### ميلوول
بدأ هيرلي مسيرته الكروية في ميلوول في عام 1953، حيث ظهر لأول مرة في سن السابعة عشرة أمام توركواي يونايتد في 30 يناير 1954. وخاض 16 مباراة بالدوري ذلك الموسم. تابع ذلك بـ 38 مباراة بالدوري في موسم 1954–55 ولعب أيضًا ثلاث مواجهات في كأس الاتحاد الإنجليزي. في بداية موسم 1955–56، مثل لندن في أول فريق إنجليزي يلعب في مسابقة أوروبية. فازت لندن على أينتراخت فرانكفورت 3-2 على ملعب ويمبلي في كأس المعارض. وهكذا تم اختياره للعب لصالح جمهورية أيرلندا في سن العشرين، لكن إصابة في الرباط الصليبي للركبة، أثناء تمثيله لجانب الجيش في خدمته الوطنية، أنهت أي خطط من هذا القبيل. لقد تعافى، ولكن لبقية حياته المهنية كان عليه أن يكون حذرًا بشكل خاص عند القيام بتدخل منزلق ويتطلب علاجًا مستمرًا لركبته اليسرى.
في 19 مايو 1957، لعب هيرلي أول مباراة له مع منتخب أيرلندا ضد منتخب إنجلترا في دبلن. في أوائل أكتوبر تم بيعه إلى سندرلاند مقابل رسم قدره 18000 جنيه إسترليني. تم التصويت له كأفضل لاعب على الإطلاق في مجلة ميلوول فانزين لايون رير قبل يوم عمال السفن في نيو دن في عام 2007.

### سندرلاند
في 26 سبتمبر 1957، وصل تشارلي هيرلي إلى روكر بارك ليبدأ مسيرته المهنية التي ستمتد إلى 12 موسمًا و402 مباراة.
كانت بداية مسيرة هيرلي في سندرلاند كارثية. هزيمة بلاكبول 7-0، إلى جانب تسجيله هدفًا في مرماه في أول ظهور له، والذي أعقبه بسرعة هزيمة 6-0 أمام بيرنلي. كان هيرلي مؤسفًا بما يكفي للتنافس ضد مهاجمي الوسط الذين سيمثلون إنجلترا لاحقًا. تم تحقيق الترقية في النهاية في موسم 1963–64 بعد موسمين شهدا خسارة سندرلاند في دوري الدرجة الأولى لكرة القدم بسبب إخفاقاته المتتالية في اليوم الأخير ضد سوانزي تاون وتشيلسي.
خاض سندرلاند 124 مباراة في الدوري والكأس قبل أن يكسر حاجز التهديف. التعادل 1–1 في البوكسينج داي عام 1960 ضد شيفيلد يونايتد كان الأول من أصل 43.

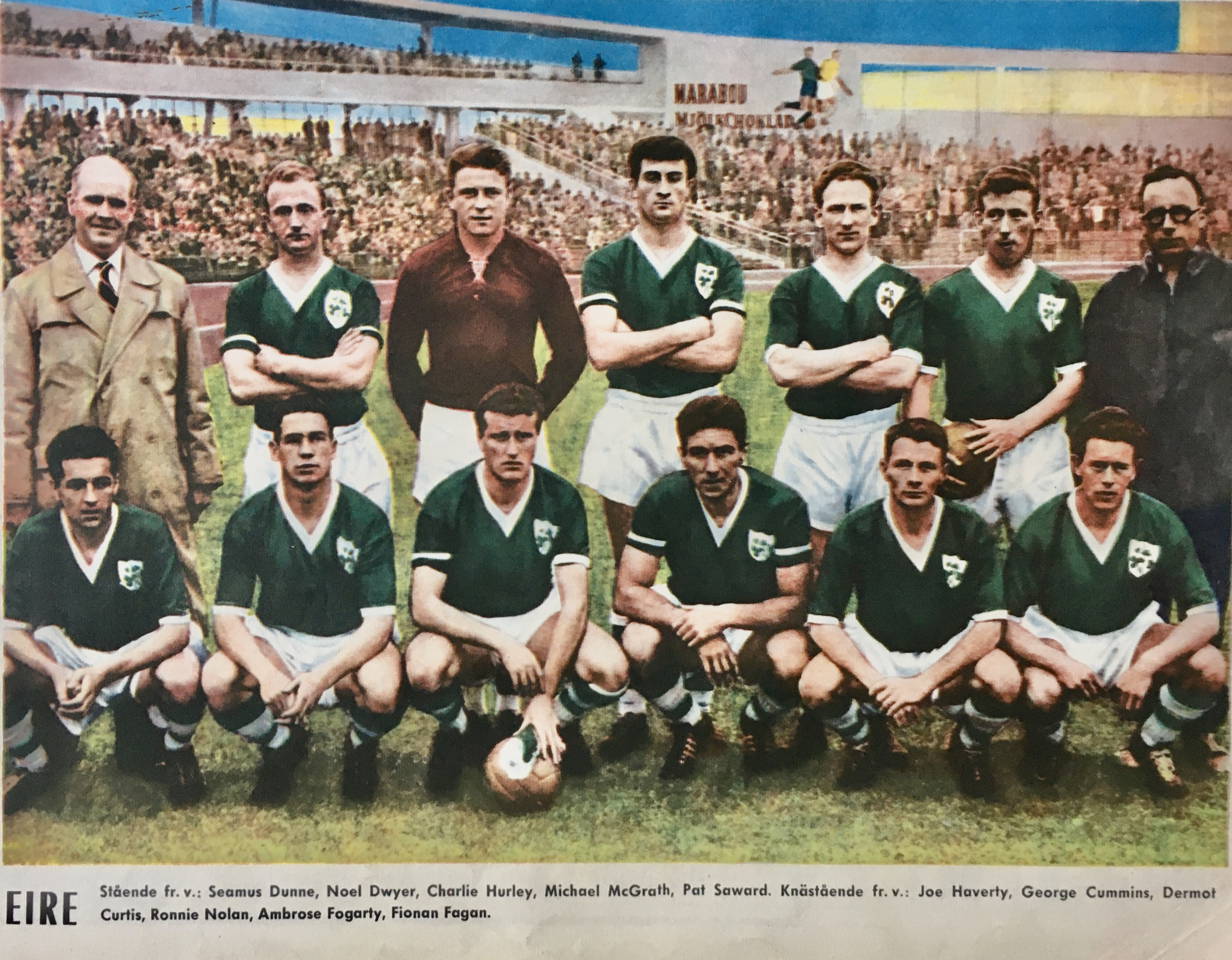
خاض منتخب جمهورية أيرلندا الوطني لكرة القدم مباراة في السويد ضد المنتخب السويدي لكرة القدم في مايو 1960 - لاعبو الفريق من اليسار إلى اليمين، واقفين؛ شيموس دن، نويل دواير، تشارلي هيرلي. مايكل ماكجراث، بات ساوارد؛ جاثم: جو هافرتي، جورج كامينز، ديرموت كيرتس، روني نولان، أمبروز "أمبي" فوغارتي وفيونان "بادي" فاجان.

في حين أن موسم 1963–64 كان مميزًا بالنسبة لسندرلاند، مما أدى إلى الترقية، إلا أنه كان أيضًا مُرضيًا للغاية بالنسبة لهيرلي، الذي جاء في المركز الثاني بعد بوبي مور في التصويت لصالح أفضل لاعب كرة قدم في العام من رابطة FWA.
في أواخر الستينيات، جنبًا إلى جنب مع جيمي مونتغمري وسيسيل إيروين ولين أشورست ومارتن هارفي وجيم ماكناب، شكل هيرلي واحدًا من أبرز اللاعبين الخماسيين وأكثرهم استقرارًا في تاريخ سندرلاند.
رحيل آلان براون من روكر بارك لتولي المسؤولية في شيفيلد وينزداي شهد أولاً تولي جورج هاردويك ثم الاسكتلندي إيان ماكول المسؤولية. خلال مباراة واحدة على ملعب أولد ترافورد في نوفمبر 1966، سجل هيرلي أولاً ثم مدافع أيرلندا الشمالية جون بارك، حيث اضطر مونتغمري إلى مغادرة المباراة بسبب إصابة تعرض لها في الشوط الأول.
آخر هدف لهيرلي مع سندرلاند جاء في مرمى أرسنال في أبريل 1968، وكان عادةً برأسية. آخر ظهور له بالقميص الأحمر والأبيض كان في ملعب تورف مور في بيرنلي في أبريل 1969.
في فوز الجولة الخامسة لكأس الاتحاد الإنجليزي على ملعب كارو رود في فبراير 1961، سجل الهدف الوحيد الذي أخرج نورويتش سيتي من المنافسة. سيستمر سندرلاند بعد ذلك في الاستسلام أمام فريق توتنهام الملهم داني بلانشفلاور، والذي أصبح فائزًا مزدوجًا لأول مرة في القرن العشرين.
في استطلاع للرأي، صوت له مشجعو سندرلاند كأفضل لاعب في القرن.

### بولتون واندررز
في 2 يونيو 1969، انتقل تشارلي إلى بولتون واندررز في صفقة انتقال مجانية. أمضى ثلاث سنوات في بيرندن بارك وكان شخصية محبوبة في قلب الدفاع، لدرجة أنه أتيحت له الفرصة لإدارة النادي بعد رحيل جيمي ميدوز لكنه رفض الفرصة على مضض لأن زوجته افتقدت العيش في جنوب إنجلترا.